# Caleb Hillier Parry

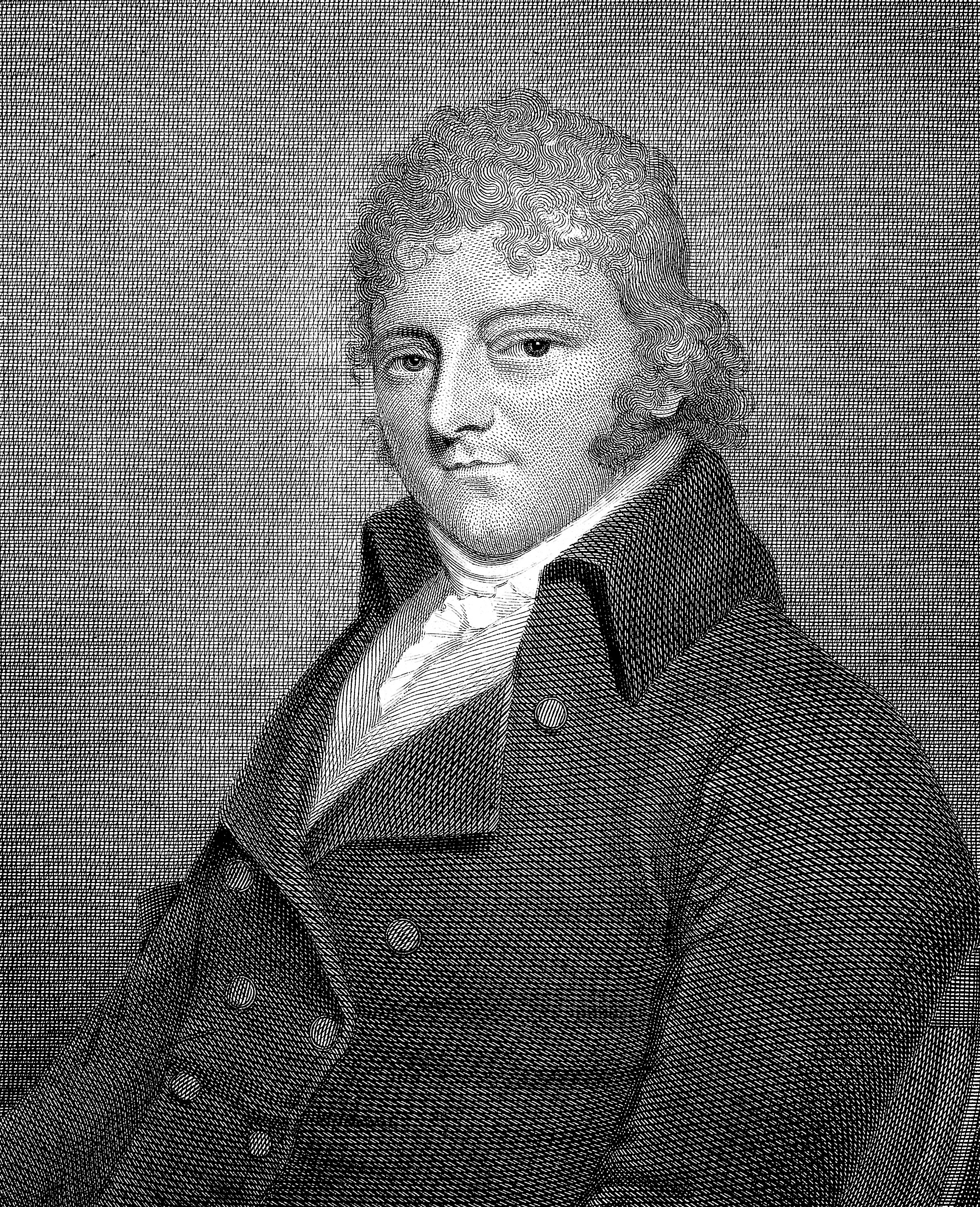
Caleb Hillier Parry, um 1800

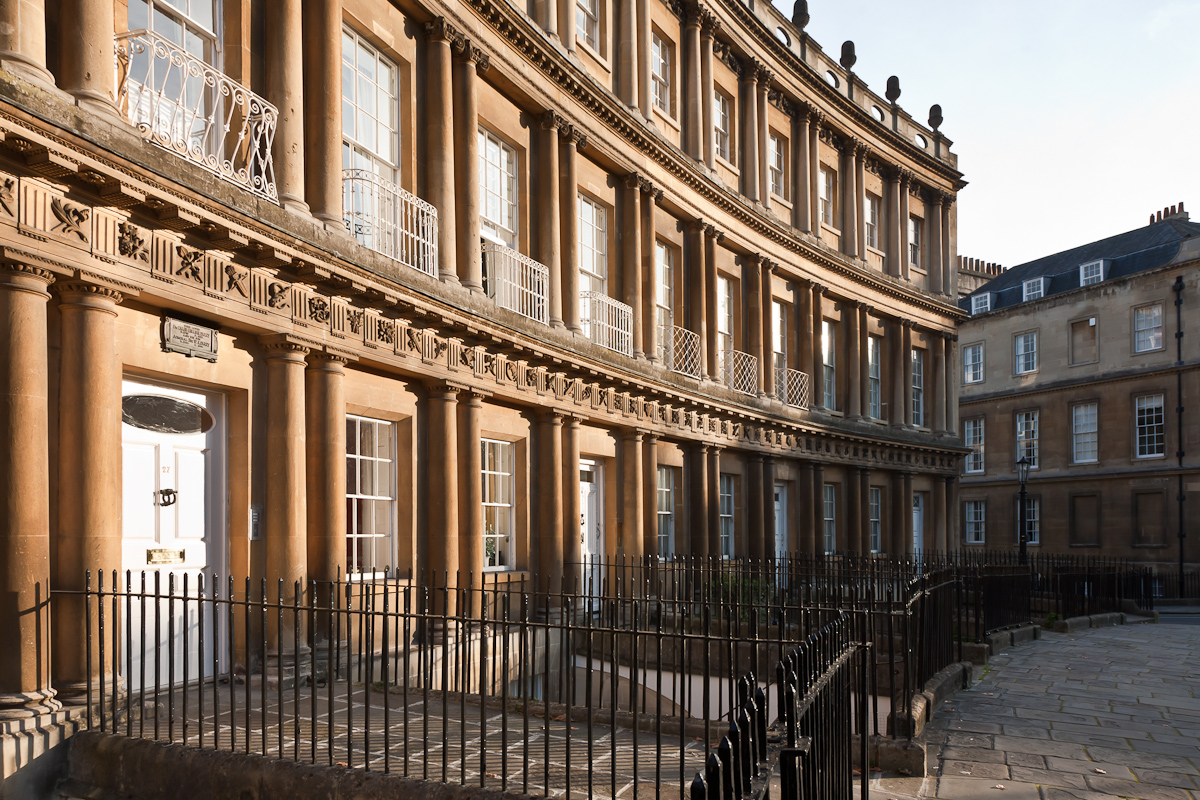
Wohnhaus Parrys mit Gedenktafel am Circus in Bath

Caleb Hillier Parry (* 21. Oktober 1755 in Cirencester; † 9. März 1822 in Bath) war ein englischer Arzt und Physiologe. Er ist Erstbeschreiber der Hyperthyreose (1786, Veröffentlichung 1825) und des Parry-Romberg-Syndroms. Er widmete sich weiterhin Untersuchungen zum arteriellen Puls und der (als Syncope anginosa Parry nach ihm benannten) Angina pectoris.

## Leben
Caleb Parry, ältester Sohn des Pfarrers Joshua Parry und dessen Frau Sarah Hillier, lernte während seiner Schulzeit an der Cirencester Grammar School den jungen Edward Jenner kennen, mit dem ihn eine lebenslange Freundschaft verband. Jenner widmete ihm später sein Werk An Enquiry into the Causes and Effects of the Variolae Vaccinae. Von 1770 bis 1773 besuchte Parry die Dissenters’ Academy in Warrington. Anschließend studierte er an der Universität Edinburgh Medizin. 1775 folgte ein zweijähriger Aufenthalt bei Thomas Denman  in London, anschließend kehrte Parry nach Edinburgh zurück, wo er 1778 mit einer Arbeit über die Tollwut (De rabie contagiosa vulgo canina) promoviert wurde und Mitglied der Königlichen Medizinischen Societät wurde. Er heiratete im selben Jahr Sarah Rigby und bereiste mit ihr neun Monate lang die Niederlande und Frankreich. 1779 ließ sich das Paar in Bath nieder, wo Parrys Praxis allerdings nur schleppend anlief. 1785 besuchte der an Angina pectoris leidende Anatom und Chirurg John Hunter den Kurort Bath und wurde während seines Aufenthalts von Caleb Hillier Parry betreut. Dies steigerte dessen Reputation vor Ort deutlich, Parrys Praxis florierte zunehmend. Zu seinen Patienten in Bath zählten Wilhelm Herschel, Edmund Burke und Marineoffiziere wie die Admirale Richard Howe und George Rodney. 1789 ließ Parry ein Anwesen im Nordosten der Stadt errichten, zudem kaufte er Land, um sich seiner lebenslangen Passion, der Schafzucht, zu widmen. Von 1799 bis 1817 war Parry am General Hospital (später The Royal Mineral Water Hospital) und am Casualty Hospital in Bath tätig.
Am 28. Oktober 1816 erlitt der gesundheitlich bereits angeschlagene Parry einen Schlaganfall, der ihn rechtsseitig lähmte und seine Sprachfähigkeit beeinträchtigte. Bis zu seinem Tod war er weiterhin forschend tätig. Er starb am 9. März 1822 und wurde in der Abteikirche Bath beigesetzt.
Caleb Hillier Parrys Söhne waren der Arzt Charles Henry Parry (1779–1860), der nach seines Vaters Tod dessen Aufzeichnungen veröffentlichte, und der Admiral und Polarforscher William Edward Parry (1790–1855). Das Paar hatte noch sieben weitere Kinder.

## Werk
Parry war vielseitig interessiert, so beschäftigte er sich mit der Sammlung von Fossilien und gehörte 1807 zu den Gründungsmitgliedern der Geological Society of London.
Von 1788 bis 1793 fanden regelmäßig Treffen der Gloucestershire Medical Society, einer Versammlung von Landärzten, darunter Parry und Jenner, im Fleece Inn in Rodborough bei Stroud statt. In einem Vortrag über Angina pectoris legte Parry im Juli 1788 die Grundlagen seiner 1799 in London erschienenen Schrift Inquiry into the Symptoms and Causes of Syncope Anginosa, commonly called Angina Pectoris vor, in der er gemeinsam mit Jenner anhand einzelner Fälle und deren Autopsiebefunde auf pathologische Veränderungen der Koronararterien („Ossifikation“) und der Aorta einging und eine Verbindung zur Symptomatik der Angina pectoris herstellte.
Zu den Anhängern von Parrys Theorien bezüglich der Angina pectoris gehörten Johann Ernst Wichmann (in Ideen zur Diagnostik. Hannover 1800), Friedrich Ludwig Kreysig (in Die Krankheiten des Herzens. Berlin 1814–1817) und (in Oberservations on some of the most frequent and important diseases of the heart) Allan Burns (1781–1813).
1816 veröffentlichte Parry Erkenntnisse über den arteriellen Puls, die er zum Teil in Tierversuchen gewonnen hatte; darunter die Schlussfolgerung, dass der arterielle Puls auf die rhythmischen Kontraktion des Herzes zurückzuführen sei. Er stellte zudem fest, dass eine Kompression der Arteria carotis communis im Bereich des Sinus caroticus zu einem Abfall der Herzfrequenz führt. Dieser Mechanismus wurde später als Karotissinusreflex erkannt. Parry untersuchte die Wirkung einer solchen Kompression bei verschiedenen Erkrankungen.
Eine erst drei Jahre nach Parrys Tod veröffentlichte Sammlung medizinischer Schriften weist ihn zudem als einen der Erstbeschreiber des Parry-Romberg-Syndroms aus, einer Hemiatrophie des Gesichts. In derselben Veröffentlichung finden sich zudem Fallbeschreibungen zu Morbus Hirschsprung und der Hyperthyreose. Die erste der acht Fallbeschreibungen zur Hyperthyreose hatte Parry bereits 1786 angefertigt, womit er zu den Erstbeschreibern gehört.
Eine 900 Werke umfassende Sammlung medizinischer Literatur wurde nach Parrys Tod von seinem Sohn an das Royal United Hospital in Bath übergeben, kam anschließend in eine kommunale Bibliothek und wurde 1950 der Universität Bristol gestiftet. Die Sammlung enthält unter anderem frühneuzeitliche Werke William Harveys, Andrew Boordes und Santorio Santorios. Im Archiv des Scott Polar Research Institute der University of Cambridge werden Teile von Parrys Korrespondenz und biographische Schriften aufbewahrt.

## Mitgliedschaften und Ehrungen
1898 wurde Parry das Licentiate of the Royal College of Physicians (LRCP), womit er Mitglied des Königlichen Collegiums der Ärzte von London wurde, verliehen. Am 22. Mai 1800 wurde er zum Mitglied der Royal Society gewählt, allerdings nicht aufgrund seiner medizinischen Forschungen, sondern wegen seiner Erfolge in der Schafzucht. Parry war Mitglied der bereits erwähnten Gloucestershire Medical Society und der Geological Society of London, der Bath and West Society und der kurzlebigen Philosophical Society.

## Schriften (Auswahl)
- Proposals for a History of Fossils in Gloucestershire. 1781.
- On the effects of compression of the arteries in various diseases and particularly in those of the head. In: Memoirs of the Medical Society of London, 1792; III.
- An Inquiry into the Symptoms and Causes of the Syncope Anginosa, commonly called Angina Pectoris, illustrated by Dissections. R. Cruttwell, Bath; Cadell & Davis, London 1799.
  - Erste deutsche Ausgabe: Untersuchung der Symptome und Ursachen der Syncope Anginosa, gewöhnlich Angina Pectoris genannt. Nebst erläuternden Leichenöffnungen. Aus dem Englischen übersetzt und mit einigen Anmerkungen versehen von Friedrich Gotthelf Friese. Johann Friedrich Korn der Ältere, Breslaus/Hirschberg/Lissa in Südpreußen 1801.
- Cases of Tetanus and rabies contagiosa, 1814.
- An Experimental Inquiry into the Nature, Cause and Varieties of the Arterial Pulse. Underwood, London, Bath, 1816. (deutsche Übersetzung: Elieser Salomo von Embden: Experimentaluntersuchung über den arteriösen Puls. Hannover, 1817.)
- Elements of Pathology. London, 1815. (auch 1825 von seinem Sohn unter dem Titel Elements of Pathology and Therapeutics zusammen mit dem unvollendeten zweiten Teil veröffentlicht)
- Collections from the unpublished medical writings of the late Caleb Hillier Parry. Underwoods, London 1825. (Mit einleitender biographischer Darstellung durch Parrys Sohn, Charles Henry Parry.)